# Äggost

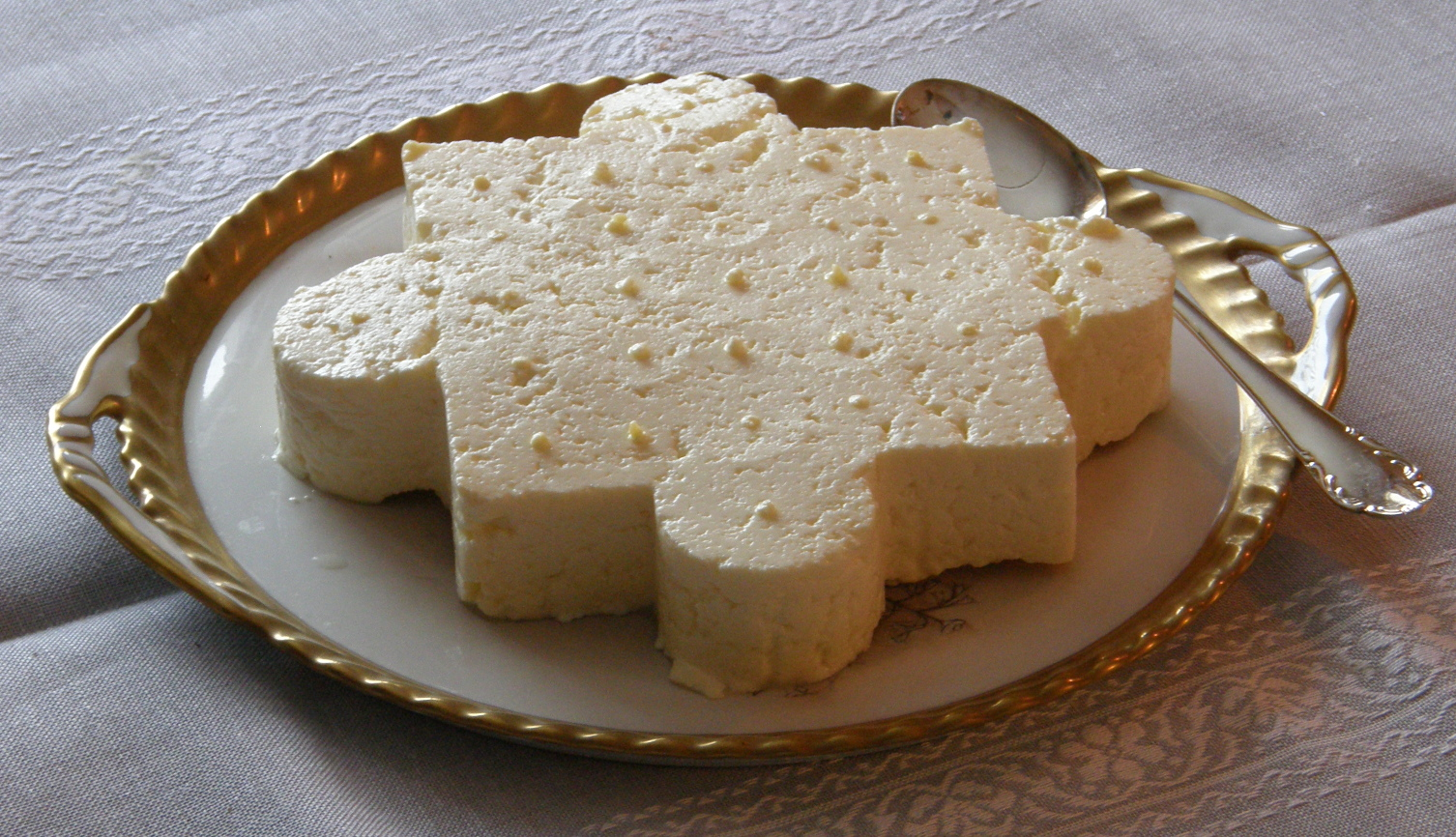
Äggost.

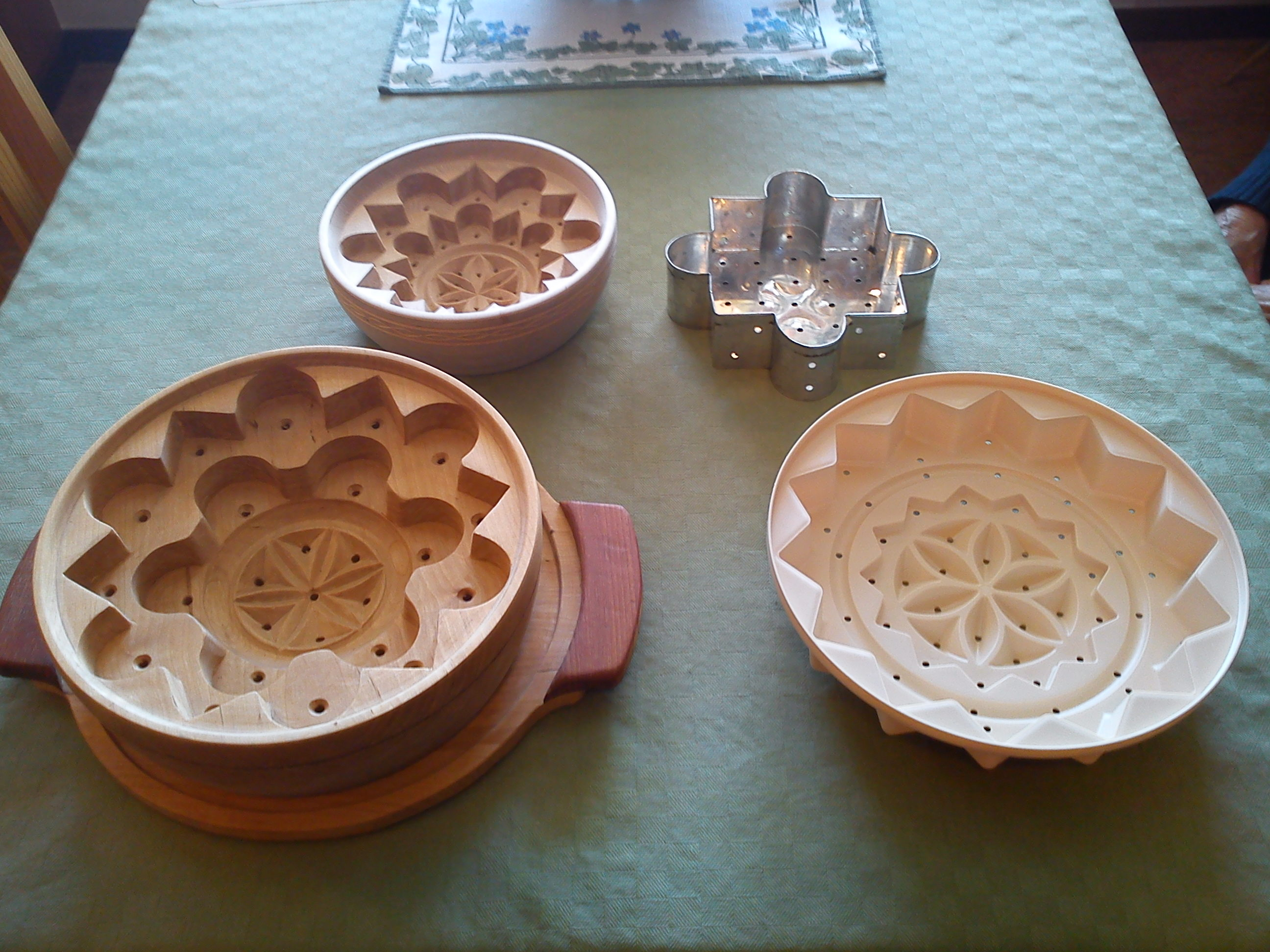
Äggostformar i olika utförande

Äggost är en svensk maträtt. Den är baserad på mjölk och ägg och har traditionellt ätits som festmat. 2010 utsågs rätten till Bohusläns landskapsrätt.

## Beredning och servering
Äggost tillagas av mjölk och ägg, samt ättika, filmjölk eller gräddfil, som får sjuda sakta tills det skär sig. Då får massan rinna av i en ofta stjärnformad form med hål i botten. Massan öses upp i formen, eventuellt varvad med strösocker. Rätten serveras traditionellt på smörgåsbord eller som frukost, exempelvis med inlagd sill. Äggosten äts numera ofta som efterrätt med strösocker, kanel eller och grädde. Populära syltsorter är björnbärssylt och hjortronsylt.

## Bohuslän
Rätten är typisk för Bohuslän, och enligt traditionen tillhörde den kalasmaten eller förningsrätterna. Förr i tiden vid stora högtider kom släkt och vänner kvällen före och lämnade förning. Äggosten serverades då som mellanrätt eller som pålägg och lämpliga tillbehör ansågs vara ansjovis och sill. Numera används den som en efterrätt som serveras tillsammans med någon slags sylt.
År 2010 utsågs äggost till landskapsrätt för Bohuslän, i Icas kundtidning Buffé.